# Bóng đá tại Đại hội Thể thao Đông Nam Á 2021 – Nữ
Giải đấu bóng đá nữ tại Đại hội Thể thao Đông Nam Á 2021 được tổ chức tại Việt Nam từ ngày 9 tháng 5 đến ngày 21 tháng 5 năm 2022.
Việt Nam đã vô địch giải đấu lần thứ 7, bảo vệ thành công huy chương vàng của họ tại Đại hội Thể thao Đông Nam Á 2019 sau khi đánh bại Thái Lan với tỷ số 1–0 trong trận chung kết.

## Lịch thi đấu
Dưới đây là lịch thi đấu cho nội dung thi đấu bóng đá nữ.
| G | Vòng bảng | ½ | Bán kết | B | Play-off tranh hạng ba | F | Chung kết |

| T2 9 | T3 10 | T4 11 | T5 12 | T6 13 | T7 14 | CN 15 | T2 16 | T3 17 | T4 18 | T5 19 | T6 20 | T7 21 | T7 21 |
| ---- | ----- | ----- | ----- | ----- | ----- | ----- | ----- | ----- | ----- | ----- | ----- | ----- | ----- |
| G    | G     | G     |       | G     | G     | G     |       |       | ½     |       |       | B     | F     |

## Các quốc gia tham dự
Dưới đây là 7 đội tuyển tham gia thi đấu.
- Campuchia (CAM)
- Lào (LAO)
- Myanmar (MYA)
- Philippines (PHI)
- Singapore (SIN)
- Thái Lan (THA)
- Việt Nam (VIE)

## Địa điểm
Theo như dự kiến, các trận đấu được diễn ra tại một địa điểm duy nhất là sân vận động Cẩm Phả, phù hợp với thể thức đấu vòng tròn 6 đội. Tuy nhiên, việc số đội tham gia tăng lên 8 đã khiến thể thức giải đấu thay đổi thành hai bảng 4 đội, do đó số sân thi đấu tăng lên. Bảng đấu của chủ nhà được dự định sẽ diễn ra trên sân Cẩm Phả, trong khi bảng đấu còn lại được tổ chức tại sân vận động PVF, sau đó được dời đến sân vận động Lạch Tray.  Đến ngày 12 tháng 4 năm 2022, ban tổ chức lại quyết định toàn bộ hai bảng đấu sẽ chỉ thi đấu trên sân Cẩm Phả.
| Quảng NinhBóng đá tại Đại hội Thể thao Đông Nam Á 2021 – Nữ (Việt Nam) | Quảng Ninh           |
| ---------------------------------------------------------------------- | -------------------- |
| Quảng NinhBóng đá tại Đại hội Thể thao Đông Nam Á 2021 – Nữ (Việt Nam) | Sân vận động Cẩm Phả |
| Quảng NinhBóng đá tại Đại hội Thể thao Đông Nam Á 2021 – Nữ (Việt Nam) | Sức chứa: 16.000     |
| Quảng NinhBóng đá tại Đại hội Thể thao Đông Nam Á 2021 – Nữ (Việt Nam) |                      |

## Bốc thăm
Lễ bốc thăm được tổ chức vào ngày 6 tháng 4 năm 2022 tại khách sạn Hyatt Regency West Hanoi ở Hà Nội, Việt Nam. Bảy đội tuyển trong giải đấu nữ được bốc thăm chia thành hai bảng, một bảng ba đội và một bảng bốn đội. Ba nhóm sẽ được sử dụng để bốc thăm với các đội tuyển được xếp hạt giống theo thành tích tại hai kỳ đại hội gần nhất. Đương kim vô địch Việt Nam, đồng thời là chủ nhà và đương kim á quân Thái Lan được xếp vào nhóm hạt giống số 1.
| Nhóm 1                       | Nhóm 2                | Nhóm 3                      |
| ---------------------------- | --------------------- | --------------------------- |
| Việt Nam (H), (C) · Thái Lan | Myanmar · Philippines | Lào · Singapore · Campuchia |

## Trọng tài
Các trọng tài sau đây đã được lựa chọn để điều khiển tại giải đấu.
| Trọng tài - Rebecca Durcau - Om Chuki - Kanematsu Haruna - Esra'a Mahmoud Mohammad Almbaidin - Saltanat Noroozi - Doumouh Al Bakkar - Anna Sidorova - Lê Thị Ly | Trợ lý trọng tài - Laura Moya - Tshering Choden - Riiohlang Dhar - Bahareh Seifi Nahavandi - Mio Ogata - Unurjargal Battsetseg - Lu Yen-Ling - Amal Jamal Nasser - Hà Thị Phượng - Nguyễn Thị Hằng Nga |

## Vòng bảng

### Bảng A
| VT | Đội          | ST | T | H | B | BT | BB | HS  | Đ | Giành quyền tham dự     |
| -- | ------------ | -- | - | - | - | -- | -- | --- | - | ----------------------- |
| 1  | Việt Nam (H) | 2  | 2 | 0 | 0 | 9  | 1  | +8  | 6 | Vòng đấu loại trực tiếp |
| 2  | Philippines  | 2  | 1 | 0 | 1 | 6  | 2  | +4  | 3 | Vòng đấu loại trực tiếp |
| 3  | Campuchia    | 2  | 0 | 0 | 2 | 0  | 12 | −12 | 0 |                         |

| Philippines                                                                 | 5–0      | Campuchia |
| --------------------------------------------------------------------------- | -------- | --------- |
| - Flanigan 27' - Bolden 64' - Madarang 68' - Quezada 76' - A. Castañeda 80' | Chi tiết |           |

| Việt Nam                                              | 2–1      | Philippines |
| ----------------------------------------------------- | -------- | ----------- |
| - Nguyễn Thị Tuyết Dung 38' - Trần Thị Thùy Trang 51' | Chi tiết | - Annis 15' |

| Campuchia | 0–7      | Việt Nam |
| --------- | -------- | --- |
|           | Chi tiết | - Nguyễn Thị Vạn 6', 77' - Phạm Hải Yến 58' (ph.đ.) - Nguyễn Thị Tuyết Dung 65' - Trần Thị Thu 79' - Ngân Thị Vạn Sự 81' - Dương Thị Vân 87' |

### Bảng B
| VT | Đội       | ST | T | H | B | BT | BB | HS | Đ | Giành quyền tham dự     |
| -- | --------- | -- | - | - | - | -- | -- | -- | - | ----------------------- |
| 1  | Thái Lan  | 3  | 2 | 1 | 0 | 9  | 1  | +8 | 7 | Vòng đấu loại trực tiếp |
| 2  | Myanmar   | 3  | 2 | 1 | 0 | 5  | 1  | +4 | 7 | Vòng đấu loại trực tiếp |
| 3  | Singapore | 3  | 1 | 0 | 2 | 1  | 4  | −3 | 3 |                         |
| 4  | Lào       | 3  | 0 | 0 | 3 | 0  | 9  | −9 | 0 |                         |

| Thái Lan                                      | 3–0      | Singapore |
| --------------------------------------------- | -------- | --------- |
| - Kanyanat 7' - Nutwadee 17' - Chatchawan 21' | Chi tiết |           |

| Myanmar                                          | 3–0      | Lào |
| ------------------------------------------------ | -------- | --- |
| - Win Theingi Tun 30' - Khin Marlar Tun 57', 68' | Chi tiết |     |

| Lào | 0–1      | Singapore      |
| --- | -------- | -------------- |
|     | Chi tiết | - Izzati 90+5' |

| Thái Lan       | 1–1      | Myanmar               |
| -------------- | -------- | --------------------- |
| - Irravdee 13' | Chi tiết | - Win Theingi Tun 79' |

| Singapore | 0–1      | Myanmar               |
| --------- | -------- | --------------------- |
|           | Chi tiết | - Win Theingi Tun 79' |

| Lào | 0–5      | Thái Lan                                                     |
| --- | -------- | ------------------------------------------------------------ |
|     | Chi tiết | - Chatchawan 17' - Taneekarn 44', 60', 85' - Ploychompoo 57' |

## Vòng đấu loại trực tiếp
Trong vòng đấu loại trực tiếp, nếu một trận đấu có kết quả hòa sau 90 phút:
- Tại trận tranh huy chương đồng, sẽ không thi đấu hiệp phụ, trận đấu được quyết định bằng loạt sút luân lưu.
- Tại trận bán kết và trận chung kết, sẽ tổ chức thi đấu hiệp phụ. Nếu kết quả vẫn hòa sau hiệp phụ, trận đấu được quyết định bằng loạt sút luân lưu.

### Sơ đồ
|  | Bán kết                 | Bán kết  |                         |   | Chung kết | Chung kết |
|  |                         |          |                         |   |           |           |
|  | 18 tháng 5 – Quảng Ninh |          |                         |   |           |           |
|  |                         |          |                         |   |           |           |
|  | Việt Nam                | 1        |                         |   |           |           |
|  | Việt Nam                | 1        | 21 tháng 5 – Quảng Ninh |   |           |           |
|  | Myanmar                 | 0        |                         |   |           |           |
|  | Myanmar                 | 0        | Việt Nam                | 1 |           |           |
|  | 18 tháng 5 – Quảng Ninh |          | Việt Nam                | 1 |           |           |
|  |                         | Thái Lan | 0                       |   |           |           |
|  | Thái Lan                | Thái Lan | 0                       | 3 |           |           |
|  | Thái Lan                |          |                         | 3 |           |           |
|  | Philippines             | 0        |                         |   |           |           |
|  | Philippines             | 0        | Tranh huy chương đồng   |   |           |           |
|  |                         |          |                         |   |           |           |
|  | 21 tháng 5 – Quảng Ninh |          |                         |   |           |           |
|  |                         |          |                         |   |           |           |
|  | Myanmar                 | 1        |                         |   |           |           |
|  | Myanmar                 | 1        |                         |   |           |           |
|  | Philippines             | 2        |                         |   |           |           |

### Các trận đấu

#### Bán kết
| Thái Lan                                          | 3–0      | Philippines |
| ------------------------------------------------- | -------- | ----------- |
| - Silawan 22' - Taneekarn 47' - Ploychompoo 90+1' | Chi tiết |             |

| Việt Nam        | 1–0      | Myanmar |
| --------------- | -------- | ------- |
| - Huỳnh Như 28' | Chi tiết |         |

#### Tranh huy chương đồng
| Myanmar                       | 1–2      | Philippines                |
| ----------------------------- | -------- | -------------------------- |
| - Win Theingi Tun 24' (ph.đ.) | Chi tiết | - Bolden 73' - Quezada 76' |

#### Tranh huy chương vàng
| Việt Nam        | 1–0      | Thái Lan |
| --------------- | -------- | -------- |
| - Huỳnh Như 59' | Chi tiết |          |

## Huy chương vàng
| Bóng đá nữ Đại hội Thể thao Đông Nam Á 2021 |
| ------------------------------------------- |
| · Việt Nam · Lần thứ 7                      |

## Thống kê

### Cầu thủ ghi bàn
Đã có 38 bàn thắng ghi được trong 13 trận đấu, trung bình 2.92 bàn thắng mỗi trận đấu.
4 bàn thắng
- Win Theingi Tun
- Taneekarn Dangda

2 bàn thắng
- Khin Marlar Tun
- Sarinaisabel Bolden
- Quinley Quezada
- Chatchawan Rodthong
- Ploychompoo Somnuek
- Nguyễn Thị Tuyết Dung
- Nguyễn Thị Vạn
- Huỳnh Như

1 bàn thắng
- Isabella Flanigan
- Carleigh Frilles
- Anicka Castaneda
- Tahnai Annis
- Nur Rosni
- Kanyanat Chetthabutr
- Nutwadee Pram-Nak
- Irravdee Makris
- Trần Thị Thùy Trang
- Phạm Hải Yến
- Trần Thị Thu
- Ngân Thị Vạn Sự
- Dương Thị Vân

### Bảng xếp hạng
| VT | Đội           | ST | T | H | B | BT | BB | HS  | Đ  | Kết quả chung cuộc  |
| -- | ------------- | -- | - | - | - | -- | -- | --- | -- | ------------------- |
| 1  | Việt Nam (H)  | 4  | 4 | 0 | 0 | 11 | 1  | +10 | 12 | Vô địch             |
| 2  | Thái Lan      | 5  | 3 | 1 | 1 | 12 | 2  | +10 | 10 | Á quân              |
| 3  | Philippines   | 4  | 2 | 0 | 2 | 8  | 6  | +2  | 6  | Hạng ba             |
| 4  | Myanmar       | 5  | 2 | 1 | 2 | 6  | 4  | +2  | 7  | Hạng tư             |
|    |               |    |   |   |   |    |    |     |    |                     |
| 5  | Singapore     | 3  | 1 | 0 | 2 | 1  | 4  | −3  | 3  | Bị loại ở vòng bảng |
| 6  | Lào           | 3  | 0 | 0 | 3 | 0  | 9  | −9  | 0  | Bị loại ở vòng bảng |
| 7  | Campuchia     | 2  | 0 | 0 | 2 | 0  | 12 | −12 | 0  | Bị loại ở vòng bảng |
| 8  | Indonesia (W) | 0  | 0 | 0 | 0 | 0  | 0  | 0   | 0  | Rút lui             |